# Monika Seps
Monika Seps (Zurigo, 22 febbraio 1986) è una scacchista svizzera.
Imparò a giocare a scacchi all'età di sei anni. È laureata in biologia al Politecnico federale di Zurigo, con una specializzazione in neurobiologia.

## Carriera scacchistica
- Nel 1999 e 2000 ha vinto il campionato svizzero femminile under-16.
- Ha vinto cinque volte il Campionato svizzero femminile (2001, 2002, 2005, 2007 e 2012).
- In aprile 2006 ha ottenuto il titolo di Maestro internazionale femminile (WIM).
- Nel 2008 ha vinto il torneo internazionale open di Rathaus.

Ha partecipato per la Svizzera a otto olimpiadi degli scacchi dal 2002 al 2016, le ultime due in prima scacchiera.
Ha raggiunto il massimo rating FIDE in ottobre 2007, con 2.290 punti Elo.